# Washburn
För andra betydelser, se Washburn (olika betydelser).

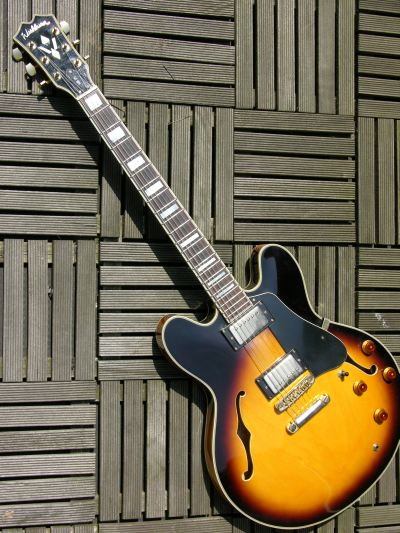
Washburn HB35

Washburn är ett amerikanskt gitarr- och basmärke som grundades i Chicago 1883 av George Washburn.
Washburn var ett ganska okänt märke tills 20-talet då gatan Maxwell Street blev ett jättestort öppningscenter för tusentals afro-amerikaner från Mississippi som var nybörjarmusiker, och eftersom Washburn-fabriken låg så nära så fick Maxwell Street instrument från Washburn. Och därmed blev Washburn ganska stora.
Trots sin framgång på Maxwell Street så har Washburn aldrig riktigt nått toppen på gitarr- och basmarknaden. Det är delvis på grund av utprägling av större märken som Fender, Gibson, Ibanez och Yamaha, och delvis är det för att de aldrig riktigt lyckats göra en storslagen och unik modell.
Numera görs deras instrument i Kina eller Japan, men de allra dyraste och finaste instrumenten görs fortfarande i den gamla fabriken i Chicago.